# Біллі Анґер
Вільям Брент Анґер (англ. William Brent Unger; нар. 15 жовтня 1995, Палм-Біч, штат Флорида) — американський актор та режисер, відомий за ролями у телесеріалах: «Піддослідні», «Клініка», «Відчайдушні домогосподарки», «Та, що говорить з привидами» та у пригодницькому бойовику «Скарб нації 2: Книга Таємниць».
Був відомий як Біллі Анґер, після 2016 року як Вільям Брент.

## Життєпис
Біллі Анґер народився в окрузі Палм-Біч, штат Флорида середульшим сином Карлі та Вільяма Анґерів. У нього є молодший брат Ерік (1998) та старша сестра Ерін (1992).
У 2006 році з родиною переїхав у Голлівуд. Нині мешкає у Студіо-Сіті, Лос-Анджелес, штат Каліфорнія.

## Кар'єра
Анґер розпочав свою кар'єру як актор дубляжу. Так він працював над дубляжем у телесеріалах «Нічне шоу з Джей Лено», «Ґрифіни», та фільмах «Війна наречених», «Діти кукурудзи». Також Біллі Анґер зфільмувався у телесеріалах та кінофільмах: «У Сонні є шанс», «Адреналін 2: Висока напруга», «Знову ти», «Клініка», «Мертва справа», «Відчайдушні домогосподарки», «Медіум», «Та, що говорить з привидами», «Скарб нації 2: Книга Таємниць», «Термінатор: Хроніки Сари Коннор» та инших.
У 2009 році Біллі Анґер отримав нагороду «Young Artist Award» в номінаціях Найкраще виконання у DVD-фільмі, за роль Роббі Норта у сімейній пригодницькій комедії «Марлов», та Найкраще виконання у телесеріалі — Юний гість-актор, за роль Тедді Кармайкла у детективно-містичному телесеріалі «Медіум». Наступного року він був знову нагороджений премією «Young Artist Award» у номінації Найкращий склад у фільмі DVD — молодий ансамбль, за роль Зака Тейлора у сімейній комедії «Монстр мутант».
2012 року Біллі Анґер виконав головну роль, підлітка Чейза Давенпорта, у фантастичному телесеріалі каналу Disney XD «Піддослідні». Після «Піддослідних» Аґнер виконав головну роль у фентезійній стрічці «Загублений медальйон: Пригоди Біллі Стоун».
У 2016 році Біллі Анґер дебютував як режисер у телесеріалі «Піддослідні: Елітний загін», він фільмував епізод «Атака».

## Особисте життя
У 2010 році Біллі Анґер почав зустрічатися з акторкою Анжелою Морено. Вони одружилися в Парижі у 2015 році. У подружжя народилося двоє синів: Девон та Рівер.

## Фільмографія
| Рік       |    | Українська назва                          | Оригінальна назва                                 | Роль                                  |
| --------- | -- | ----------------------------------------- | ------------------------------------------------- | ------------------------------------- |
| 2016      | с  | Піддослідні: Елітний загін                | Lab Rats: Elite Force                             | Чейз Давенпорт                        |
| 2015      | с  | Могутні Медики                            | Mighty Med                                        | Чейз Давенпорт                        |
| 2013      | ф  | Загублений медальйон: Пригоди Біллі Стоун | The Lost Medallion: The Adventures of Billy Stone | Біллі Стоун                           |
| 2012—2016 | с  | Піддослідні                               | Lab Rats                                          | Чейз Девенпорт                        |
| 2012      | с  | Табір О.С.А.                              | A.N.T. Farm                                       | Невілл                                |
| 2012      | с  | В ударі                                   | Kickin' It                                        | Броді                                 |
| 2011      | ф  | Монстр мутант                             | Monster Mutt                                      | Зак Тейлор                            |
| 2010      | ф  | Знову ти                                  | You Again                                         | Бен                                   |
| 2010      | с  | Та, що говорить з привидами               | Ghost Whisperer                                   | Піт Мерфі                             |
| 2010      | с  | У Сонні є шанс                            | Sonny with a Chance                               | Веслі                                 |
| 2010      | мф | Воруши ластами                            | A Turtle's Tale: Sammy's Adventures               | черепашка Семмі (озвучування)         |
| 2011      | вг | Uncharted 3: Drake's Deception            |                                                   | молодий Нейтан Дрейк (озвучування)    |
| 2009      | ф  | Діти кукурудзи                            | Children of the Corn                              | (озвучування)                         |
| 2009      | ф  | Війна наречених                           | Bride Wars                                        | (озвучування)                         |
| 2009      | с  | Свідомість                                | Mental                                            | Конор Стефенс                         |
| 2009      | ф  | Адреналін 2: Висока напруга               | Crank: High Voltage                               | молодий Чев Челіос                    |
| 2009      | ф  | Детектив Рок Слайд                        | Rock Slyde                                        | молодий Рок Слайд                     |
| 2008      | с  | Термінатор: Хроніки Сари Коннор           | Terminator: The Sarah Connor Chronicles           | Марті Беделл                          |
| 2008      | мс | Ґрифіни                                   | Family Guy                                        | малюк №1 / інші діти (озвучування)    |
| 2008      | ф  | Підміна                                   | Changeling                                        | хлопчик (озвучування, немає у титрах) |
| 2008      | с  | Медіум                                    | Medium                                            | Джоуї в юності / Тедді Кармайкл       |
| 2008      | ф  | Марлов                                    | Marlowe                                           | Роббі Норт                            |
| 2007      | с  | Відчайдушні домогосподарки                | Desperate Housewives                              | Джеремі / Чад                         |
| 2007      | с  | Мертва справа                             | Cold Case                                         | Джефф Рід                             |
| 2007      | ф  | Скарб нації 2: Книга Таємниць             | National Treasure: Book of Secrets                | Чарльз Гейтс                          |
| 2007      | с  | Нічне шоу з Джей Лено                     | The Tonight Show with Jay Leno                    | Марті Беделл                          |
| 2007      | с  | Клініка                                   | Scrubs                                            | Девін                                 |

## Нагороди та номінації
| Рік  | Премія             | Категорія                                                       | Роль                                   | Результат |
| ---- | ------------------ | --------------------------------------------------------------- | -------------------------------------- | --------- |
| 2009 | Young Artist Award | Найкраще виконання у DVD фільмі                                 | Роббі Норт, Марлов                     | Перемога  |
| 2009 | Young Artist Award | Найкраще виконання у телесеріалі — Юний гість-актор             | Тедді Кармайкл, Медіум                 | Номінація |
| 2010 | Young Artist Award | Запрошений актор молодший 13 років                              | Конор Стефенс, Свідомість              | Перемога  |
| 2011 | Young Artist Award | Найкраще виконання у кінофільмі — молодий актор другого плану   | Бен, Знову ти                          | Перемога  |
| 2011 | Young Artist Award | Найкраще виконання у телесеріалі — Юний гість-актор 14–17 років | Піт Мерфі, Та, що говорить з привидами | Номінація |
| 2012 | Young Artist Award | Найкращий склад у фільмі DVD — молодий ансамбль                 | Зак Тейлор, Монстр мутант              | Номінація |